# Johann Bernhard Zündel
Johann Bernhard Zündel (* 26. November 1791 in Schaffhausen; † 29. Mai 1863 ebenda) war ein Schweizer Kaufmann, Militär und Unternehmer, der insbesondere durch die Gründung einer Spielkartenfabrik in Schaffhausen bekannt wurde. Er trug wesentlich zur wirtschaftlichen Entwicklung seiner Heimatstadt bei und war zudem in verschiedenen politischen und militärischen Ämtern tätig.

## Frühes Leben und Ausbildung
Zündel wurde am 26. November 1791 als Sohn des Zunftmeisters Melchior Zündel und der Margaretha von Waldkirch in Schaffhausen geboren. Nach dem Schulbesuch in seiner Heimatstadt trat er 1806 in das renommierte Erziehungsinstitut von Heinrich Pestalozzi in Yverdon ein. Pestalozzi bescheinigte ihm in seinem Abgangszeugnis, dass Zündel besonders in den militärischen Fächern hervorstach. Anschliessend bildete er sich in St. Gallen, Burgdorf und Amsterdam zum Kaufmann aus.

## Militärische Laufbahn
Zündel strebte zunächst eine militärische Karriere an und trat 1815 als Erster Lieutenant in das Schweizer Regiment Nummer 30 ein. 1823 wurde er zum Hauptmann befördert. Während seiner Dienstzeit war er in den Festungen Namur und Breda stationiert. Nach der Auflösung des Schweizerregiments Ziegler im Jahr 1828 erhielt Zündel eine Pension von 600 Gulden, was ihn dazu veranlasste, sich neuen beruflichen Herausforderungen zuzuwenden.

## Gründung der Spielkartenfabrik
1828 gründete Zündel eine Spielkartenfabrik in Schaffhausen, vermutlich im Haus «Zum Korallenbaum» am Herrenacker. Da er keine Fachkenntnisse in der Kartenproduktion hatte, stellte er den Kartenmacher Carl Fizell als Werkführer ein. Im Jahr 1829 begann der 16-jährige Johannes Müller (1813–1873) aus Gächlingen eine vierjährige Lehre in Zündels Werkstatt. Der Lehrvertrag legte fest, dass Müller während seiner Ausbildung eine zunehmende Vergütung erhalten sollte.

## Zwischen Unternehmertum und militärischem Auftrag
Nach der Gründung seiner Spielkartenfabrik wandte sich Zündel zunehmend öffentlichen Aufgaben zu. 1829 wurde er in führende Positionen der Schaffhauser Landwehr berufen, was ihn stark beanspruchte. Die politischen Spannungen im Kanton, besonders der Klettgauer Aufstand vom 16. Mai 1831, bei dem etwa tausend bewaffnete Männer aus dem Klettgau vor den Toren Schaffhausens mehr Rechte und eine bessere Vertretung der Landbevölkerung im kantonalen Parlament forderten, spitzten sich zu. Durch sein umsichtiges und besonnenes Vorgehen konnte Zündel jedoch eine gewaltsame Eskalation verhindern. Dies machte deutlich, dass er seine Zeit kaum noch dem Betrieb widmen konnte. Angesichts seiner wachsenden Verantwortung im öffentlichen Dienst entschloss er sich noch im selben Jahr, die Fabrik an Johann Georg Rauch (1789–1851) zu übergeben.

## Politisches und wirtschaftliches Wirken
Zündel war von 1831 bis 1835 Mitglied des Schaffhauser Stadtrats. Im Kantonsrat des Kantons Schaffhausen hatte er von 1832 bis 1847 Einsitz. Zusätzlich war er von 1840 bis 1843 als Kantonsrichter tätig. Neben diesen politischen Ämtern betrieb Zündel einen Holzhandel und eine Ölpresse, deren Produkte er kommerziell verwertete.

## Familie und Ehe
Zündel heiratete 1826 die Patriziertochter Maria Elisa Peyer (1797–1843) aus einer etablierten Schaffhauser Familie. Die Verbindung war nicht nur gesellschaftlich standesgemäss, sondern auch ökonomisch vorteilhaft: Mit der Heirat sicherte sich Zündel Zugang zu Kapital und weiteren Einfluss in den städtischen Kreisen. Die Ehe markierte einen Übergang vom Soldatenleben zur bürgerlichen Existenz und legte den Grundstein für seinen unternehmerischen Werdegang. Über Kinder oder familiäre Nachkommen ist nichts bekannt.

## Tod und Vermächtnis
Johann Bernhard Zündel starb am 29. Mai 1863 als wohlhabender Mann. Er hinterliess ein bedeutendes Erbe sowohl in der Schaffhauser Wirtschaft als auch in der politischen Landschaft des Kantons. Seine Gründung der Spielkartenfabrik hatte nicht nur wirtschaftliche Auswirkungen, sondern prägte auch die Entwicklung der Industrie in der Region. Zündels Leben ist ein Beispiel für den Übergang von einer militärischen Laufbahn zu unternehmerischen und politischen Erfolgen.